# Pawliwka (obwód sumski)
Pawliwka (ukr. Павлівка) – wieś na Ukrainie, w obwodzie sumskim, w rejonie sumskim, w hromadzie Biłopilla. W 2023 liczyła 360 mieszkańców.